# Lac Poulter
Lac Poulter är en sjö i Kanada.   Den ligger i regionen Outaouais och provinsen Québec, i den sydöstra delen av landet, 200 km norr om huvudstaden Ottawa. Lac Poulter ligger 364 meter över havet. Arean är 18,2 kvadratkilometer. Den sträcker sig 8,9 kilometer i nord-sydlig riktning, och 11,0 kilometer i öst-västlig riktning.
I omgivningarna runt Lac Poulter växer i huvudsak blandskog. Trakten runt Lac Poulter är nära nog obefolkad, med mindre än två invånare per kvadratkilometer.